# December (film, 2008)
Pour les articles homonymes, voir December.
Pour plus de détails, voir Fiche technique et Distribution.
December  (titre original Feliz Natal) est un film brésilien réalisé par Selton Mello et sorti en 2008.

## Fiche technique
- Titre original Feliz Natal
- Réalisation : Selton Mello
- Scénario :  Selton Mello, Marcelo Vindicato
- Photographie : Lula Carvalho
- Lieu de tournage : Ipatinga, Minas Gerais, Brésil
- Musique : Plínio Profeta
- Montage : Selton Mello, Marilia Moraes
- Durée : 100 minutes
- Dates de sortie: 
  - Brésil : 1er octobre 2008 (Rio de Janeiro)
  - Brésil : 21 novembre 2008

## Distribution
- Leonardo Medeiros : Caio
- Darlene Glória : Mércia
- Paulo Guarnieri : Theo
- Graziella Moretto : Fabi
- Nathalia Dill

## Nominations et récompenses
- 2008 : meilleur réalisateur pour Selton Mello au Paulínia Film Festival
- 2009 : meilleure photographie pour Lula Carvalho au Lima Latin American Film Festival
- 2009 : meilleur réalisateur pour Selton Mello au Los Angeles Brazilian Film Festival[1]